# 柿树岗乡
柿树岗乡，是中华人民共和国安徽省合肥市肥西县下辖的一个乡镇级行政单位。

## 行政区划
柿树岗乡下辖以下地区：
新街社区、防虎社区、界河社区、柿树村、宗洼村、马堰村、杨桥村、袁店村、廖渡村、李嘴村、联圩村、代塘村、周楼村、赵店村、双龙村、黄花村、长郢村、丁岗村、合龙村、中洋村、李塘村和龙潭村。